# Etničke grupe Afganistana
Etničke grupe Afganistana: 28,226,000 stanovnika (UN Country Population; 2008) Preko 70 naroda.
- Afganci, Paštunci, afganski	12,047,000
- Afšari (Afshari) 11,000
- Aimaq	
  - Chahar Aimaq 248,000
  - Firozkohi	246,000
  - Hazara Aimaq	191,000
  - Džamšidi (Jamshidi)	109,000
  - Taimani	491,000
  - Timuri	123,000
- Amerikanci 11,000
- Amulah	8,200
- Ansari	1,800
- Arapski Tadžički 5,900
- Arora, Hindu	1,100
- Ashkuni, Wamayi	12,000
- Baludži, Zapadni	343,000
- Bania, Muslim	4,700
- Bashgali, Kati	18,000
- Brahui, Kur Galli	236,000
- Britanci 800
- Changar	2,200
- Darwazi, Badakhshani	12,000
- Grangali	28,000
- Guhjali, Wakhi	12,000
- Gujur Radžastanci	20,000
- Hazara	3,633,000
- Iranci, Perzijanci	94,000
- Jakata, Jati	1,200
- Kamozi govore kamviri 4,700
- Karakalpaci	2,400
- Kazahi	2,400
- Khatri, Sikh	2,000
- Kohistanci, Bashkarik	1,400
- Kohistanci, Indus 	34,000
- Kirgizi 600
- Kurdi, Središnji	27,000
- Malakhel	2,400
- Moghal	200
- Mongoli 200
- Munji	12,000
- Mussali	2,400
- Narisati, Arandui	12,000
- Nijemci	2,100
- Nuristanci, Waigeli	12,000
- Pahlavani	2,700
- Parachi	5,900
- Parsee	12,000
- Parya, Laghmani	300
- Pashayi, Sjeveroistočni	12,000
- Pashayi, Sjeverozapadni	12,000
- Pashayi, Jugoistočni	19,000
- Pashayi, Jugozapadni	128,000
- Prasuni	2,400
- Pandžabi	4,400
- Pandžabi, Zapadni	27,000
- Qizilbash	12,000
- Romi, Zargari	13,000
- Romi Domari	8,200
- Rusi	1,700
- Sanglechi, Eshkashimi	12,000
- Sau	3,500
- Shughni	24,000
- Shumashti	1,200
- Sindhi	18,000
- Tadžici	7,392,000
- Talijani	1,400
- Tangshuri	12,000
- Tatari	400
- Tirahi	9,500
- Tregami	1,200
- Turkmeni, Turkomani	591,000
- Urmuri, Ormuri	2,400
- Ujguri, Kashgar	3,500
- Uzbeci, Južni	1,816,000
- Warduji	5,900
- Wotapuri-Katarqalai	2,400

Ostali pojedinci/neizjašnjeni, 42,000